# Бес (Канталь)
Бес (фр. Besse, окс. Beça) — коммуна во Франции, находится в регионе Овернь. Департамент — Канталь. Входит в состав кантона Сен-Сернен. Округ коммуны — Орийак.
Код INSEE коммуны — 15269.
Коммуна расположена приблизительно в 420 км к югу от Парижа, в 100 км юго-западнее Клермон-Феррана, в 21 км к северу от Орийака.
Коммуна была основана 6 марта 1953 года.

## Население
Население коммуны на 2008 год составляло 132 человека.
| 1962 | 1968 | 1975 | 1982 | 1990 | 1999 | 2008 |
| ---- | ---- | ---- | ---- | ---- | ---- | ---- |
| 193  | 199  | 176  | 159  | 153  | 143  | 132  |

## Администрация
| Период | Период | Фамилия       | Партия                             | Примечания |
| ------ | ------ | ------------- | ---------------------------------- | ---------- |
| 2001   | 2008   | Полет Буланже | Разные левые                       |            |
| 2008   |        | Мишель Фабр   | Независимое экологическое движение |            |

## Экономика
В 2007 году среди 76 человек в трудоспособном возрасте (15—64 лет) 46 были экономически активными, 30 — неактивными (показатель активности — 60,5 %, в 1999 году было 65,2 %). Из 46 активных работали 42 человека (25 мужчин и 17 женщин), безработных было 4 (3 мужчин и 1 женщина). Среди 30 неактивных 0 человек были учениками или студентами, 20 — пенсионерами, 10 были неактивными по другим причинам.